# Wielikooktiabr´skij
Wielikooktiabr´skij – osiedle typu miejskiego w Rosji, w obwodzie twerskim. W 2010 roku liczyło 2273 mieszkańców.